# Felgeel beertje
Het felgeel beertje (Eilema lutarella) is een nachtvlinder uit de familie van de spinneruilen (Erebidae) en de onderfamilie van de beervlinders (Arctiinae). De voorvleugellengte bedraagt tussen de 21 en 30 millimeter. De soort komt verspreid voor van Noord-Afrika via Centraal-Europa tot het in gebied rond de Amoer en noordelijk tot in Scandinavië.

## Waardplanten
Het felgeel beertje heeft als waardplanten korstmossen op stenen en op de grond.

## Voorkomen in Nederland en België
Het felgeel beertje is in België een zeldzame soort, die vooral langs de kust wordt gezien. Uit Nederland zijn slechts drie waarnemingen bekend, de laatste uit 1938. De vlinder kent één generatie die vliegt in juli en augustus.